# Gino Molinari
José Gino Molinari Negrete (Guayaquil, 17 de noviembre de 1956-Ib., 17 de noviembre de 2018) fue un reconocido chef ecuatoriano, actor y presentador de televisión. Su último cargo fue como vicepresidente de la Asociación de Periodistas Gastronómicos Latinoamericanos.

## Trayectoria
En su adolescencia, Molinari descubrió su gusto por la buena cocina. Comenzó con los guisos de la mesa familiar a descubrir los sabores del Ecuador y contó con la ayuda de su tía Gladys Negrete de Carbo, a quien consideraba su mentora en la cocina y su única maestra.
En 1984, después de una exitosa carrera como ejecutivo en turismo, realizó la apertura del Restaurante Galería El Taller. Con este establecimiento, se mejoró el nivel de la cocina ecuatoriana y Molinari ganó el primer Tenedor que se otorga a la Cocina Ecuatoriana con su famoso Locro de Granos Tiernos. Al año siguiente, consiguió de nuevo este reconocimiento con su plato Pollo con Cotona.
En 1988, después de haber participado en películas, novelas, miniseries y todo tipo de programa de televisión como actor, animador y conductor, consiguió un segmento semanal de cocina en el programa Complicidades de Ecuavisa. Con el paso de los años, Molinari tuvo el privilegio de representar a su país en diferentes eventos gastronómicos en Tennessee, República Dominicana y Houston-Texas. 
En 2000, Gamavisión le propuso crear la revista Casa Dentro, en donde Molinari trabajó como director y creador y consiguiendo durante dos años consecutivos el Premio ITV como Mejor Conductor de Variedades. En esta contratación también se incluyó al programa de cocina Molinari que es el que más tiempo ha permanecido en el aire en la historia de la televisión ecuatoriana, durante 25 años.
Además de su faceta de cocinero, Molinari hizo una incursión en el mundo de la política siendo concejal del cantón Guayaquil por el movimiento político Alianza País en el periodo 2009-2014.
En 1994 los médicos le diagnosticaron diabetes, enfermedad que lo llevó a la muerte el 17 de noviembre de 2018 en Guayaquil, el mismo día de su cumpleaños. Antes de su muerte, Molinari se desempeñó como vicepresidente de la Asociación de Periodistas Gastronómicos Latinoamericanos.

## Reconocimientos
- En 2003, Molinari recibió en Panamá el nombramiento de embajador gastronómico del Turismo.
- En marzo de 2006, fue nombrado Padrino del Milagro Fashion Weekend.
- En agosto de 2018 El Gobierno Autónomo Municipal de Guayaquil le entregó de un reconocimiento por su labor en calidad de concejal del Cabildo,
- La Asociación Nacional de Chefs le otorgó la distinción de Embajador de las Américas.
- Así mismo la Asociación de Escuelas de Gastronomía de Ecuador también se sumó al homenaje.[6]
- En noviembre de 2018 el Gobierno Autónomo de la Provincia del Guayas entregó un reconocimiento.[7]

## Obra
Además de los cuatro libros de recetas de sus programas en Ecuavisa y Gamavisión, Molinari es autor de varios recetarios y de su página ‘Las Notas de Molinari’ en la Revista Hogar. También fue pionero en tener una página en Internet con sus recetas y en crear la línea 1800-Molinari de asistencia de cocina para quien guste del tema.
- Molinari, mis recetas Cómplices
- Molinari, mis recetas Casa Dentro
- Molinari, las recetas de My Country
- Molinari 50/18

## Participaciones especiales
También participó especialmente en "Betty la Fea" en 2000 en un capítulo donde hacen un lanzamiento de una colección de moda y Patricia Fernández (Lorna Cepeda) le dice que diga que es su novio pero no lo es, porque ella se está escondiendo del personaje de Daniel Valencia (Luis Mesa) con quién mantuvo relaciones en el pasado y ahora busca ofertarla con algunos amigos por los 5 millones de pesos colombianos que debe para recuperar su Mercedes Benz. Molinari le sigue el juego pero después de una serie de eventos chuscos Daniel Valencia descubre la verdad y se despide de él llamándolo "Señor Molinete".